# 1961年中国大陆
| 中国历史 / 中国历史年表 |
| 世紀： 19世纪中国 / 20世纪中国 / 21世纪中国 |
| 年代： 1930年代中国 / 1940年代中国 / 1950年代中国大陆 / 1960年代中国大陆 / 1970年代中国大陆 / 1980年代中国大陆 / 1990年代中国大陆                             |
| 年份： 1957年中国大陆 / 1958年中国大陆 / 1959年中国大陆 / 1960年中国大陆 / 1961年中国大陆 / 1962年中国大陆 / 1963年中国大陆 / 1964年中国大陆 / 1965年中国大陆 |
| 纪年： 辛丑年（牛年）、中华人民共和国成立12周年 |

本条目介绍1961年在中国大陆发生的事件。

## 主要领导人
- 中共中央主席、中共中央军委主席：毛泽东
- 国家主席：刘少奇
- 国务院总理、全国政协主席：周恩来
- 全国人大常委会委员长：朱德
- 国家副主席：宋庆龄和董必武

## 大事记

### 3月
- 3月4日——中华人民共和国国务院公布第一批全国重点文物保护单位，共180处[1]。